# سامانثا فيليبس
سامانثا فيليبس (بالإنجليزية: Sam Phillips)‏ (و. 1966 – م) هي ممثلة، وعارضة، وعارض إغراء، ومقدمة برامج إذاعية، من الولايات المتحدة الأمريكية.

## وصلات خارجية
- سامانثا فيليبس على موقع IMDb (الإنجليزية)
- سامانثا فيليبس على موقع أول موفي (الإنجليزية)
- سامانثا فيليبس على موقع قاعدة بيانات الفيلم (الإنجليزية)